# Diário do Farol
Diário do Farol é um romance do escritor brasileiro João Ubaldo Ribeiro, publicado em 2002 pela editora Objetiva. A obra se destaca por seu tom sombrio e introspectivo, afastando-se do estilo satírico e épico que caracteriza outros romances do autor, como Viva o Povo Brasileiro.

## Enredo
O romance é narrado por um personagem anônimo que vive isolado em um farol e escreve suas memórias em forma de diário. Ao longo do texto, ele revela ser um assassino frio e calculista. Em um estilo de fluxo de consciência, o narrador expõe suas obsessões, traumas familiares, experiências sexuais e visões distorcidas sobre a moral e a sociedade.

## Temas
Diário do Farol aborda temas densos e controversos, como:
- Psicopatia e perversão
- Violência e moralidade
- Isolamento e loucura
- Religião e repressão sexual
- Hipocrisia social

O livro é frequentemente associado à tradição do romance psicológico, com influência de autores como Dostoiévski e William Faulkner.

## Estilo
A narrativa é fragmentada, composta por longos parágrafos e digressões filosóficas. O estilo remete ao fluxo de consciência, aproximando-se de obras da literatura modernista e pós-moderna.

## Recepção
A recepção crítica foi mista. Parte dos leitores e críticos considerou a obra perturbadora, mas elogiou a coragem estilística e a originalidade do autor. Em entrevista à Revista Cult, João Ubaldo afirmou que o livro foi um "exercício de exorcismo literário".